# Erlen (Wipperfeld)

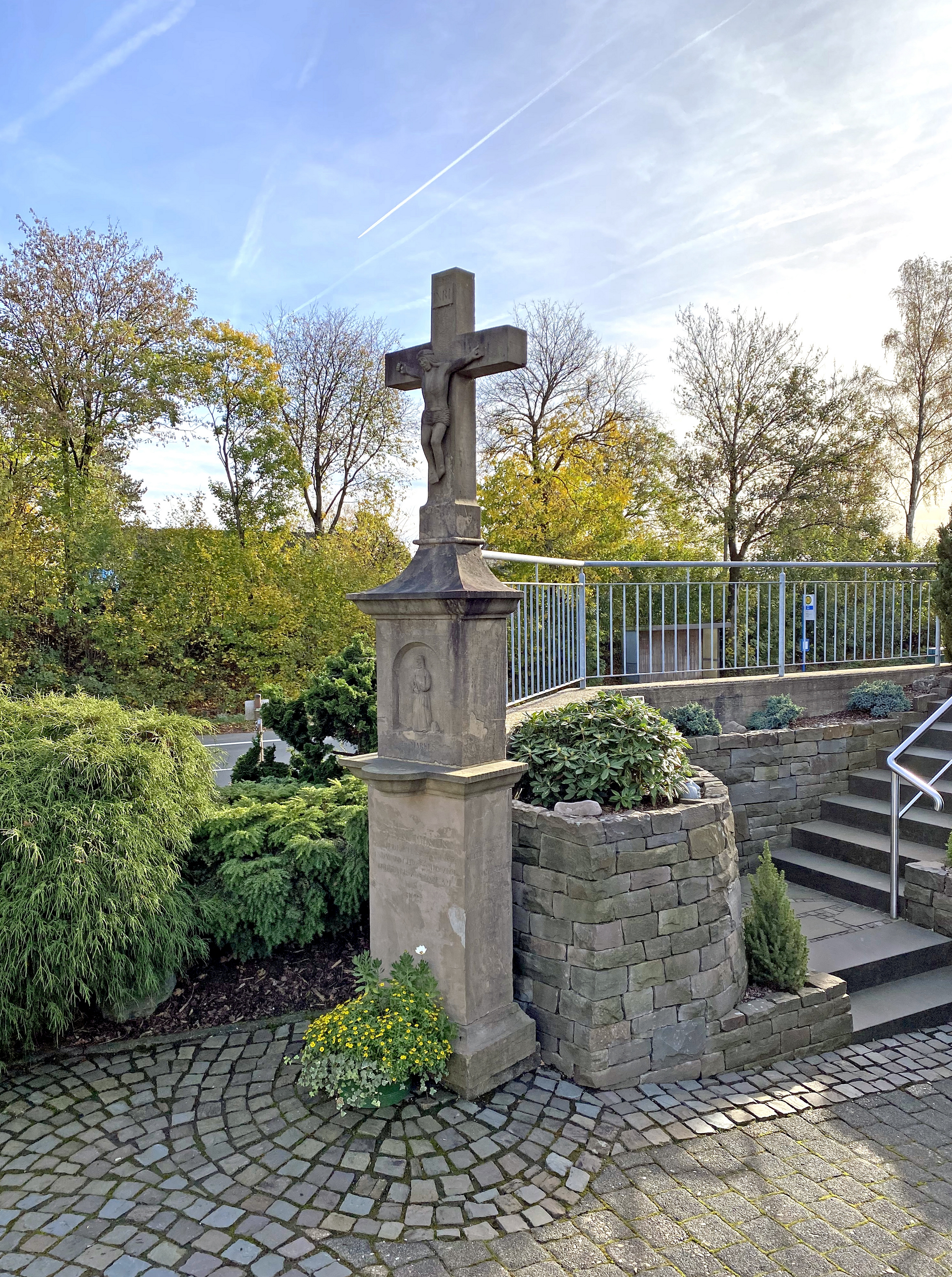
Wegekreuz (1855) – Erlen (Wipperfeld)

Erlen ist eine Ortschaft im Ortsteil Wipperfeld der Stadt Wipperfürth im Oberbergischen Kreis im Regierungsbezirk Köln in Nordrhein-Westfalen (Deutschland). Neben diesem Erlen gibt es in Wipperfürth auch noch die gleichnamigen Ortschaften Erlen im Ortsteil Kreuzberg und Erlen im Ortsteil Wipperfürth.

## Lage und Beschreibung
Der Ort liegt im Südwesten der Stadt Wipperfürth an der Bundesstraße 506, die im Mittelalter ein bedeutender Heerweg zwischen Köln und Soest war. Der Ort liegt auf der Wasserscheide zwischen der Großen Dhünn und der Kürtener Sülz. Nachbarorte sind Wipperfeld, Unterholl, Obermausbach, Untermausbach, Oberschneppen und Fahlenbock.
Politisch wird der Ort durch den Direktkandidaten des Wahlbezirks 16 (160) südwestliches Stadtgebiet im Rat der Stadt Wipperfürth vertreten.

## Geschichte
In der Preußischen Uraufnahme von 1840 ist an der Stelle der Ortschaft Erlen umgrenzter Hofraum ohne eine Namensnennung eingezeichnet. Die Ortsbezeichnung Erlen wird ab der topografische Karte (Preußische Neuaufnahme) von 1893 bis 1896 verwendet.

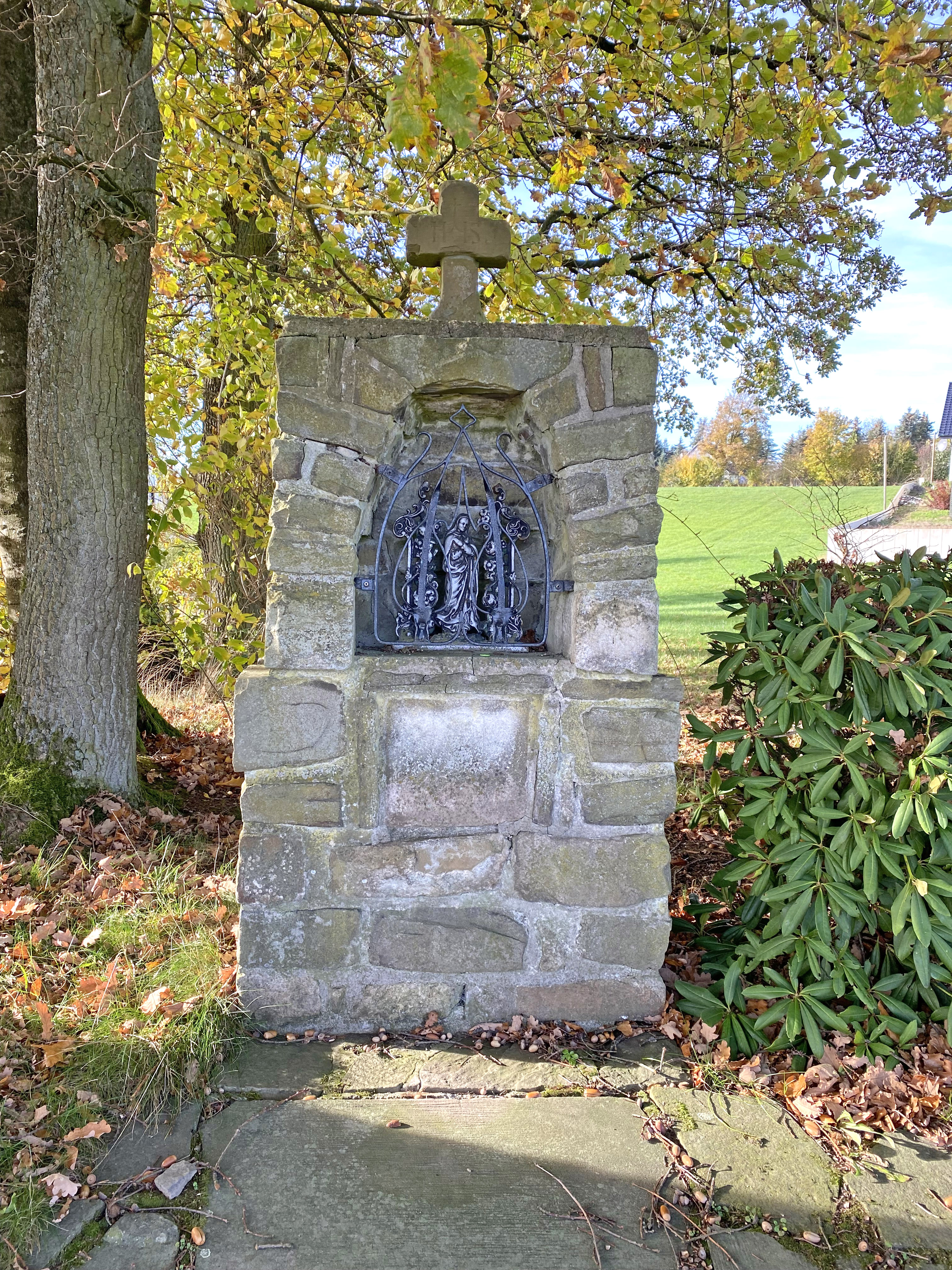
Bildstock (1954) in Erlen

Aus dem Jahre 1855 stammt ein im Ortsbereich stehendes Wegekreuz aus Sandstein. Außerhalb des Ortes, am Weg nach Wipperfeld, steht ein 1954 errichteter Bildstock von der Gottesmutter Maria mit steinernem Kreuz darüber.

## Busverbindungen
Über die Haltestelle Erlen B506 der Linie 427 (VRS/OVAG) ist Erlen an den öffentlichen Personennahverkehr angebunden.